# Синяя птица (кафе)
Си́няя пти́ца (англ. Blue Bird Jazz Club) — московский джаз-клуб.
Открылся в 1964 году как молодёжное джазовое кафе (позднее ресторан) «Синяя птица». За более чем 40-летний период существования клуб-ресторан неоднократно менял владельцев, арт-директоров и перенёс несколько капитальных реконструкций интерьера помещения. Несмотря на это, джаз и основной спектр его стилистических ответвлений всегда оставался приоритетным музыкальным форматом клуба, вплоть до конца 2008 года.
Летом 2010 года джаз-клуб прекратил своё существование, в очередной раз оказавшись перепроданным, на этот раз владельцам сети ресторанов бурят-монгольской кухни.
Многолетний девиз джаз-клуба «Меняются эпохи, меняются люди, не меняется имя и остается джаз».

## История открытия
Молодёжное кафе «Синяя Птица» было открыто осенью 1964 года при покровительстве Свердловского райкома партии, находившегося напротив, через тогдашнюю ул. Чехова (в настоящее время ул. Малая Дмитровка). Открытие было приурочено к проходившему тогда в Москве Всемирному Форуму Молодёжи.
Со дня открытия был учрежден Совет кафе во главе с Евгением Филипповским. На сцене стал регулярно выступать первый джазовый квартет в составе: Игорь Иткин (тенор-саксофон), Михаил Кулль (фортепиано), Александр Чернышев (бас) и Владимир Лесняков (ударные). Во время работы Форума джаз-клуб каждый день посещали иностранные делегации. Со временем кафе приобрело популярность, и начались традиционные «джемы» в конце вечера.

## Концерты
Отечественные музыканты
На сцене «Синей птицы» в разные годы выступали практически все ныне известные российские джазовые музыканты, многие из которых стали народными и заслуженными артистами (Георгий Гаранян, Алексей Козлов, Вагиф Мустафа-Заде, Алексей Кузнецов, Игорь Бриль, Игорь Бутман, Сергей Гурбелошвили, Михаил Альперин, Вагиф Садыков, Борис Фрумкин, Алексей Зубов, Борис Матвеев, Иван Юрченко, Вадим Сакун, Валерий Пономарев, Николай Громин, Владимир Данилин, Герман Лукьянов, Александр Пищиков, Андрей Товмасян, Виталий Клейнот, Леонид Чижик) и некоторые представители современного поколения звёзд отечественного джаза (братья Александр и Дмитрий Бриль, Анна Бутурлина, Яков Окунь, Роман Мирошниченко и другие).
Зарубежные звезды
Благодаря усилиям продюсера лейбла Elephant Records Вартана Тонояна (до эмиграции в США принимавшего активное участие в музыкальной жизни джаз-клуба в 80-е годы) на сцене «Синей птицы» выступили в формате джем-сешн: Пэт Метени, Куинси Джонс, Лайл Мейс, Пол Уэртико, Армандо Марсал, Билли Тейлор, Гровер Вашингтон, Майкл Бреккер, Дебора Браун. С сольными концертами: Франк Колон, Милчо Левиев, Саския Лару, Ричи Коул и другие.

## Мероприятия
- До 1989 года при кафе «Синяя птица» существовал неофициальный московский джаз-клуб. В феврале 1991 г. «Синяя птица» была зарегистрирована как московский джазовый центр. Дирекцией центра был организован джазовый фестиваль «Москва — Рио — Нью-Йорк» с участием зарубежных звёзд джаза "New York Voices, Flora Purim, Airto Moreira, Eddie Gomez. Это была первая крупная акция московского джазового центра «Синяя птица», организованная совместно с фирмой Vartan Music International Inc. и импресарио из США Джорджем Авакяном. 21 Октября 1992 года в Москве в Колонном зале Дома союзов состоялось открытие международного джазового фестиваля. Также, выступления в рамках фестиваля состоялись в киноконцертном зале «Октябрь» и Красном зале гостиницы «Olympic Penta». Фестиваль продлился до 28 октября 1992 года.
- В декабре 2000 года по инициативе тогдашнего гендиректора «Синей Птицы» А. Щемелева был проведен молодёжный джазовый конкурс-фестиваль «Синяя Птица». Четырёхдневный марафон под руководством народного артиста России, лауреата премии Президента РФ, композитора Юрия Саульского собрал в джаз-клубе «Синяя Птица» лучших столичных джазменов возраста от 16 до 25 лет.
- В Декабре 2006 года руководство «Синей Птицы» содействовало в организации концерта Дживана Гаспаряна на сцене Кремлёвского дворца. По окончании концерта маэстро, на сцене клуба в рамках after-party состоялся джем с участием мэтров отечественного джаза и звёзд эстрады.

## Отзывы, пресса
- «Ещё несколько недель назад здесь был обыкновенный подвал обыкновенного московского дома по улице Чехова… „Синяя птица“ — так комсомольцы назвали своё кафе». /Газета «Московский комсомолец», 1964 год, 6 сентября, стр.5./
- …in Moscow Blue Bird Jazz Club last week, young guitar virtuoso Roman Miroshnichenko was busy doing miracles. His fingers were flying at the speed of sound, and the sound he created was dazzling. No wonder one of the world’s guitar gurus, Al Di Meola, who toured Moscow, was impressed enough to join Roman on stage ant to anoint him «brilliant»…/ Salt Lake Tribune, USA, August, 2003/

## Интересные факты
- Василий Аксёнов в своём автобиографическом романе «Ожог» описал исключительную популярность этого места в середине 60-х годов.
- Владимир Высоцкий, Булат Окуджава, Аркадий Вайнер, Анатолий Карпов были частыми гостями клуба.
- «Синяя птица» упоминается на страницах джазовых каталогов и путеводителей как престижнейший российский джаз-клуб.
- Знаменитые джазовые исполнители Америки и Европы, бывавшие в Москве, считали «Синюю птицу» ведущим джаз-клубом в России.
- Джаз-клуб «Синяя птица» — единственный джазовый клуб в России, сохранявшийся с советских времен со своим именем, имиджем и музыкальным направлением.